# Exército Branco, Barão Negro
O Exército Vermelho é o mais forte (Красная Армия всех сильней, Krasnaja Armija vsekh silnej), popularmente conhecida como "Exército Branco, Barão Negro" é uma marcha militar escrita por Pavel Gorinshtejn e composta por Samuel Pokrass. Escrita em 1920, durante a  Guerra Civil Russa, a música virou um hino de batalha para o Exército Vermelho.

## História
A música foi composta durante a última ofensiva da Crimeia durante a Guerra Civil Russa pelas tropas de Pyotr Nikolayevich Wrangel em julho de 1920. O segundo verso se refere à campanha de alistamento feita pelo Conselho Revolucionário Militar, publicada no Pravda no dia 10 de Julho.
A primeira estrofe está a seguir:
| Белая армия, чёрный барон Снова готовят нам царский трон, Но от тайги до британских морей Красная Армия всех сильней! | O Exército Branco e o Barão Negro Estão tentando restaurar o trono do Czar, Porém, das Taigas aos Mares Britânicos O Exército Vermelho é o mais forte! |
| | |

"Barão Negro" foi o apelido de Wrangel, pela mania de se vestir (e vestir suas tropas) de Preto. A ofensiva de Wrangel foi contida pelo Exército Vermelho, e Wrangel se rendeu da Crimeia em novembro daquele ano, pressionado pelos exércitos vermelho e preto. Wrangel e o restante do seu exército fugiu para Istambul em 14 de novembro de 1920.
A música se tornou popular na recém-fundada União Soviética. Foi cantada em 1923 na marcha em Leningrado contra a Linha Curzon, tendo os "Mares Britânicos" ganhando um novo significado com o ultimato de Lord Curzon. Em uma carta para uma escola de crianças cegas, na região de Vologda, Nadezhda Krupskaya disse que essa era uma de suas músicas favoritas, junto com "A Internacional". A frase "Porém, das Taigas aos Mares Britânicos" tornou-se uma expressão usada por outros autores, como V. A. Lugovsky no poema Песни о ветре ("Canção do vento", 1926).
A música foi impressa pela primeira vez em 1925 , e publicada com o título de От тайги до британских морей ("Das Taigas aos Mares Britânicos"), Красная Армия ("Exército Vermelho") e Красноармейская ("[Canção do] Exército Vermelho"). Somente em 1927 o título se tornou Красная Армия всех сильней ("O Exército Vermelho é o mais forte!").
A música foi usada pelo Batalhão Chapaev na Guerra Civil Espanhola, e foi cantada em uma Câmara de Tortura Nazista, de acordo com Julius Fučík.